# Villa Le Falle
A Villa Le Falle é uma villa italiana que se encontra na localidade de Compiobbi, próximo de Fiesole, na Província de Florença.

## História e arquitectura
Têm-se notícias desta propriedade desde o século XIII, quando pertencia aos Pazzi. Posteriormente, os Médici confiscaram-na em 1478 após o fracasso da conspiração tentada pelos mesmos Pazzi nos seus confrontos. Em seguida, a propriedade passou para os Guadagni. No final do século XVI, estes encarregaram o arquitecto Gherardo Silvani de transformar o edifício rústico numa grandiosa residência. É com este projecto que a villa adquire as actuais arcadas, simétricas em relação às fachadas opostas, e o terraço que circunda inteiramente o edifício. Obra de Silvani é ainda o parque, com uma disposição de caminhos de acesso bordejados por duas filas de ciprestes, que também estão retratados numa água-forte representando uma vista setecentista (1740) do gravador Giuseppe Zocchi. Acede-se à propriedade por uma porta em estilo neo-medieval aberta num falso castelo.
Na fachada anterior da villa, como já foi dito, encontram-se duas arcadas sobrepostas, veículo da passagem "gradual" entre edifício e jardim. Na frente anterior existe, de facto, um jardim à italiana caracterizado por canteiros geométricos delimitados por sebes de buxo. Uma torreta quadrada, talvez parte do edifício mais antigo, domina a villa.
Atrás da villa estende-se um bosque, em tempos utilizado como ragnaia, transformado no século XIX em parque à inglesa por Enrico Danti, na época proprietário da herdade. Foram engrossadas as plantas (carvalhos, ciprestes e pinheiros), creados caminhos tortuosos e erguidas algumas arquitecturas decorativas em estilo neo-gótico, como tabernáculos, pontes, ruínas fingidas, um obelisco e um ninfeu.
Os caminhos foram desenhados segundo o estilo neoclássico que naquele tempo e anteciparam em cerca de 50 anos o projecto de John Temple Leader respeitante ao parque de Vicigliata.
Danti, inspirando-se no projecto do cenógrafo Giovanni Gianni, inseriu o obelisco, as pontes (a mais famosa é chamada de "Madonna dei fichi secchi" - "Nossa Senhora dos figos secos"), algumas estátuas, um pequeno templo ("l'ombrellino" ou "il Paradisino"), o belvedere ("il Prospetto"), a torre de planta quadrada e a mais famosa Torre Redonda que simulava uma antiga torre de vigia.
Também existe ali a reconstituição dum burgo medieval, com a porta de entrada em pedra alberese e  a epígrafe "Porta Letizia", a pequena igreja e o campanário (privado de sinos). Nas proximidades também foi construído um castelo de dimensões reduzidas já deliberadamente deteriorado, do qual hoje restam apenas as ruínas.   
Um outro elemento de valor no jardim é o tanque circundado por estátuas, derivado duma piscina precedente. Na propriedade também está presente uma estátua de Polifemo. 
Actualmente, a propriedade pertence aos Rangoni.